# Habronestes drummond
Habronestes drummond là một loài nhện trong họ Zodariidae.
Loài này thuộc chi Habronestes. Habronestes drummond được Barbara C. Baehr miêu tả năm 2008.